# Nowa Żerstwianka
Nowa Żerstwianka – dawny zaścianek. Tereny na których leżał, znajdują się obecnie na Białorusi, w obwodzie witebskim, w rejonie postawskim, w sielsowiecie Duniłowicze.
Nazwa dawniej używana – Lisuny.

## Historia
W dwudziestoleciu międzywojennym zaścianek leżał w Polsce, w województwie wileńskim, w powiecie duniłowickim (od 1926 postawskim), w gminie Duniłowicze.
W 1931 w 1 domu zamieszkiwało 5 osób.